# Full Bricka
Full Bricka var ett TV-sänt lotteri i kanalen TV 4 som sändes tisdag-fredagar under hösten 2008.  Full Bricka producerades av Eyeworks för Folkspel. Programmet sändes från samma studio som Bingolotto. Överskottet från lotteriet tillföll föreningslivet. I det timslånga programmet spelades bingo tre gånger. Fick man bingo kunde man ringa till programledaren Harald Treutiger och få en hemlig vinst. Under hela säsongen såldes 254.000 lotter vilket gav ungefär 5300 lotter per program.
Programmet innehöll även underhållning, gäster och annat. Varje vecka fokuserade man på ett landskap. Lotten kostade 25 kronor och såldes av ATG-ombud och på programmets hemsida, fullbricka.nu.

## Avsnitt
| Nr       | Sändningsdatum    | Medverkande | Tittarsiffror |
| -------- | ----------------- | --- | ------------- |
| 1 - 101  | 30 september 2008 | Carl-Magnus Carlsson, James Ebbezon och Ola Wallin                                                                                               | 52 000        |
| 2 - 102  | 1 oktober 2008    | Annika Nordström, Anna Strandberg, Carl-Magnus Carlsson, Christian Bucher, Klas Hansson, Stefan Hell och The Fantastic Four                      | 57 000        |
| 3 - 103  | 2 oktober 2008    | Carl-Magnus Carlsson och Lotta Engberg | 45 000        |
| 4 - 104  | 3 oktober 2008    | Bengt-Erik Larsson, Carl-Magnus Carlsson, David Lega och Jim Jidhed                                                                              | 70 000        |
| 5 - 105  | 7 oktober 2008    | Carl-Magnus Carlsson och James Ebbezon | 38 000        |
| 6 - 106  | 8 oktober 2008    | Anna Gunnarsdotter Grönberg, Anna Åström, Birre Stumle, Carl-Magnus Carlsson, Hanna Ashby Öhman, Ingrid Fridesjö och Jörgen Eriksson             | 29 000        |
| 7 - 107  | 9 oktober 2008    | Bengt Antonsson, Bertil Svensson, Carl-Magnus Carlsson och Frans Huhta Karlsson                                                                  | 45 000        |
| 8 - 108  | 10 oktober 2008   | Carl-Magnus Carlsson, David Lega, Jim Jidhed, Karin Ahlqvist, Linda Ohlsson, Lotta Alberus och Lotta Engberg                                     | 54 000        |
| 9 - 109  | 14 oktober 2008   | Carl-Magnus Carlsson och James Ebbezon | 60 000        |
| 10 - 110 | 15 oktober 2008   | Carl-Magnus Carlsson, Elvy Karlsson och Maria Löfdahl                                                                                            | 65 000        |
| 11 - 111 | 16 oktober 2008   | Carl-Magnus Carlsson, Christina Ylander, Emma Olsson, Jennie Svantesson, Jim Jidhed, Fardin Soleymani och Sverker Sikström                       | 85 000        |
| 12 - 112 | 17 oktober 2008   | Anna Persson, David Lega, Eva-Gun Jensen, Helena Olsson, Jan Jakobsson, Katarain Lindmark, Lisbeth Almqvist, Lotta Engberg och Victoria Holmgren | 50 000        |
| 13 - 113 | 21 oktober 2008   | Anders Ottosson, Carl-Magnus Carlsson, Christer Ryman, Filip Rosén, Gustaf Nilsson och Ola Wallin                                                | 54 000        |
| 14 - 114 | 22 oktober 2008   | Annika Nordström, Anna Höglund, Arvid Haag, Carl-Magnus Carlsson, Ewert Ljusberg, Jan Fogelström och Kenny Wigardtsson                           | 47 000        |
| 15 - 115 | 23 oktober 2008   | Alfred Sporrsäter, Annicka Gustafsson, Carl-Magnus Carlsson, Emma Wirenhed, Ewert Ljusberg, Josefine Larsson, Måns Eliasson och Nooah Eliasson   | 47 000        |
| 16 - 116 | 24 oktober 2008   | Avin Faizian, Carl-Magnus Carlsson, David Lega, Jim Jidhed, Julia Janiec, Lars Ellborg, Linda Petersson och Lotta Engberg                        | 37 000        |
| 17 - 117 | 28 oktober 2008   | Carl-Magnus Carlsson, James Ebbezon, Per Nibell och Pernilla Mosesson                                                                            | 64 000        |
| 18 - 118 | 29 oktober 2008   | Carl-Magnus Carlsson, Jan-Erik Mossberg och Maria Löfdahl                                                                                        | 48 000        |
| 19 - 119 | 30 oktober 2008   | Alexander Ghebre, Carl-Magnus Carlsson, David Lega, Jim Jidhed, Lotta Engberg, Maria Friender, Oskar Erlandsson och Sophie Petersson             | 54 000        |
| 20 - 120 | 31 oktober 2008   | Bengt Alsterlind, Bo-Matti Gustafsson, Carl-Magnus Carlsson, Per Nibell och Susy Andersson                                                       | 65 000        |
| 21 - 121 | 4 november 2008   | Carl-Magnus Carlsson, Istvan Sabo, James Ebbezon och Mattias Christiansson                                                                       | 60 000        |
| 22 - 122 | 5 november 2008   | Carl-Magnus Carlsson, Gabriel Djärf, Jan Johansson, Jenny Nilsson, Jörgen Svensson, Oskar Evenholm och Siv Lundberg Görebrant                    | 61 000        |
| 23 - 123 | 6 november 2008   | Carl-Magnus Carlsson, Gabriel Djärf, Gert Johansson, Per Strandberg, Therese Sjölundh och Viveca Lärn                                            | 32 000        |
| 24 - 124 | 7 november 2008   | Carl-Magnus Carlsson, David Lega, Jim Jidhed och Lotta Engberg                                                                                   | 68 000        |
| 25 - 125 | 11 november 2008  | Carl-Magnus Carlsson och James Ebbezon | 54 000        |
| 26 - 126 | 12 november 2008  | Anna Gunnarsdotter Grönberg, Carl-Magnus Carlsson, Malin Back, Sarah Hællquist, Sune Ahlgren, Terese Lundgren och Tommy Olsson                   | 56 000        |
| 27 - 127 | 13 november 2008  | Carl-Magnus Carlsson, Marie Larsson, Rickard Sjölander och Thomas Ravelli                                                                        | 50 000        |
| 28 - 128 | 14 november 2008  | Anie Frändén, Anna Thore Carl-Magnus Carlsson, David Lega, Jim Jidhed, Jonas Löhnn och Lotta Engberg                                             | 66 000        |
| 29 - 129 | 18 november 2008  | Carl-Magnus Carlsson och James Ebbezon | 83 000        |
| 30 - 130 | 19 november 2008  | Carl-Magnus Carlsson, Jenny Nilsson och Stig Strandhag                                                                                           | 41 000        |
| 31 - 131 | 20 november 2008  | Carl-Magnus Carlsson, Carina Lidbom, Kjell-Åke Gustavsson och Linda Ohlsson                                                                      | 48 000        |
| 32 - 132 | 21 november 2008  | Carl-Magnus Carlsson, Carl-Olof Svensson, David Lega, Jim Jidhed och Lotta Engberg                                                               | 52 000        |
| 33 - 133 | 25 november 2008  | James Ebbezon, Lisa Ljungberg, Pelle Månsson och Ulf Agermark                                                                                    | 69 000        |
| 34 - 134 | 26 november 2008  | Jens Sporron, Maria Löfdahl och Sune Bohlin | 79 000        |
| 35 - 135 | 27 november 2008  | Erica Johansson och Jens Sporron | 52 000        |
| 36 - 136 | 28 november 2008  | David Lega, Jens Sporron och Lotta Engberg | 68 000        |
| 37 - 137 | 2 december 2008   | Anna Häggblom, Annelli Bjernhag, Carl-Magnus Carlsson, Gunnel Nilsson, James Ebbezon och Marianne Antonsson                                      | 69 000        |
| 38 - 138 | 3 december 2008   | Anna Gunnarsdotter Grönberg, Carl-Magnus Carlsson, Jens Svensson, Thomas Johansson och Titti Andersson                                           | 72 000        |
| 39 - 139 | 4 december 2008   | Carl-Magnus Carlsson, Frida Ateva och Mats Paulson                                                                                               | 69 000        |
| 40 - 140 | 5 december 2008   | Birgitta Mieby, Carl-Magnus Carlsson, David Lega, Hanna Gamdrup, Jim Jidhed, Krister Johnsson och Lotta Engberg                                  | 77 000        |
| 41 - 141 | 9 december 2008   | Carl-Magnus Carlsson, Gunilla Hellgren, James Ebbezon, Jörgen Sabel och Ove Ohlsson                                                              | 92 000        |
| 42 - 142 | 10 december 2008  | Carl-Magnus Carlsson, Leif Johansson och Maria Löfdahl                                                                                           | 72 000        |
| 43 - 143 | 11 december 2008  | Carl-Magnus Carlsson, Magnus Johansson och Marcos Ubeda                                                                                          | 75 000        |
| 44 - 144 | 12 december 2008  | Annika Nordström Carl-Magnus Carlsson, David Lega, Evgeni Dimitrov, Ingemari Dalin, Lotta Engberg och Susanne Pettersson                         | 53 000        |
| 45 - 145 | 16 december 2008  | Carl-Magnus Carlsson, James Ebbezon, Fredrik Bergman, Gunilla Hellgren och Qamar Mohammed                                                        | 60 000        |
| 46 - 146 | 17 december 2008  | Anna Gunnarsotter Grönberg, Carl-Magnus Carlsson, Catharina Andersson och Lotta Engberg                                                          | 69 000        |
| 47 - 147 | 18 december 2008  | Carl-Magnus Carlsson och Jim Jidhed | 70 000        |
| 48 - 148 | 19 december 2008  | Carl-Magnus Carlsson | 65 000        |